# Karen Holdsworth
Karen Holdsworth (geborene Moody, ehemals Goldhawk; * 2. August 1960; † 30. April 2013 in Darlington) war eine britische Marathonläuferin.
1981 wurde sie unter dem Namen Karen Goldhawk Sechste beim London-Marathon in 2:43:28 h und gewann die Premiere des Halbmarathons Great North Run in South Shields in 1:17:36. 1983 siegte sie unter dem Namen Karen Goldhawk beim Paris-Marathon in 2:51:08 und beim Berlin-Marathon in 2:40:32. Außerdem gewann sie in ihrer Karriere 3 weitere Halbmarathons, 1983 in York sowie 1984 in Reading und Fleet. 1985 stellte sie als Zweite des Berlin-Marathons mit 2:35:18 ihre persönliche Bestzeit auf.